# Crêpesatin
Crêpesatin (englisch double-side fabric) ist ein Gewebe in Atlasbindung, bei dem die Kettfäden aus glatten Grège- oder Organsinfäden und die Schussfäden aus stark gedrehten Kreppgarnen bestehen. Da die Warenoberseite von den Schussfäden dominiert wird, ist es in die Gruppe der Schussatlas-Gewebe einzuordnen. Es wird auch als Abseitenkrepp oder Crêpe reversible bezeichnet, weil beide Warenseiten rechtsseitig verwendet werden können.

## Beschaffenheit
Crêpesatin besitzt eine narbige, popelineartige, fein gerippte rechte Warenseite. Die Optik ist ähnlich dem Crêpe de Chine oder dem Crêpe Marocain. Die bei der Herstellung linke Warenseite ist stark glänzend. Der Griff ist geschmeidig und fließend.

## Verwendung
Tücher, Schals, Lampen, Dessous, Blusen, Abendkleidung, Kissen, Fensterdeko, Bettwäsche, Decken 